# Julia Sweeney
Julia Anne Sweeney (* 10. října 1959, Spokane) je americká herečka. Pocházela z katolické rodiny z pěti sourozenců. Po dokončení studií na Washingtonské univerzitě (ekonomie a evropská historie) začala pracovat jako účetní pro filmové studio Columbia Pictures. Tato práce jí vydržela více než pět let. S herectvím začala koncem osmdesátých let, zpočátku jako členka improvizačního komediálního uskupení The Groundlings. V letech 1990 až 1994 se podílela na vývoji pořadu Saturday Night Live. V pořadu vystupovala převážně s postavou jménem Pat. Hrála například ve filmech Pulp Fiction: Historky z podsvětí (1994), Zloději času (2002) a Nechoď klepat na dveře (2005). Roku 1998 debutovala jako režisérka s filmem God Said Ha!. V roce 1994 nazpívala píseň „Just Because I'm Irish“ v duetu s Jonathanem Richmanem (album You Must Ask the Heart). Jejím manželem je vědec Michael Blum. Dříve byl jejím manželem herec Stephen Hibbert, ale vztah skončil rozvodem.

## Filmografie
- Gremlins 2 (1990)
- Miláčku, zvětšil jsem naše dítě (1992)
- Šišouni v New Yorku (1993)
- Pulp Fiction: Historky z podsvětí (1994)
- It's Pat (1994)
- Stuart Saves His Family (1995)
- The Barefoot Executive (1995)
- Vetřelec 007 (1997)
- Courting Courtney (1997)
- Bláznivá dovolená v Las Vegas (1997)
- Špinavý kšefty (1998)
- God Said Ha! (1998)
- Myšák Stuart Little (1999)
- Beethoven 3 (2000)
- Ať to stojí, co to stojí (2000)
- Beethoven 4 (2001)
- Zloději času (2002)
- Nechoď klepat na dveře (2005)
- Univerzita pro příšerky (2013)